# 千葉県の超高層建築物の一覧

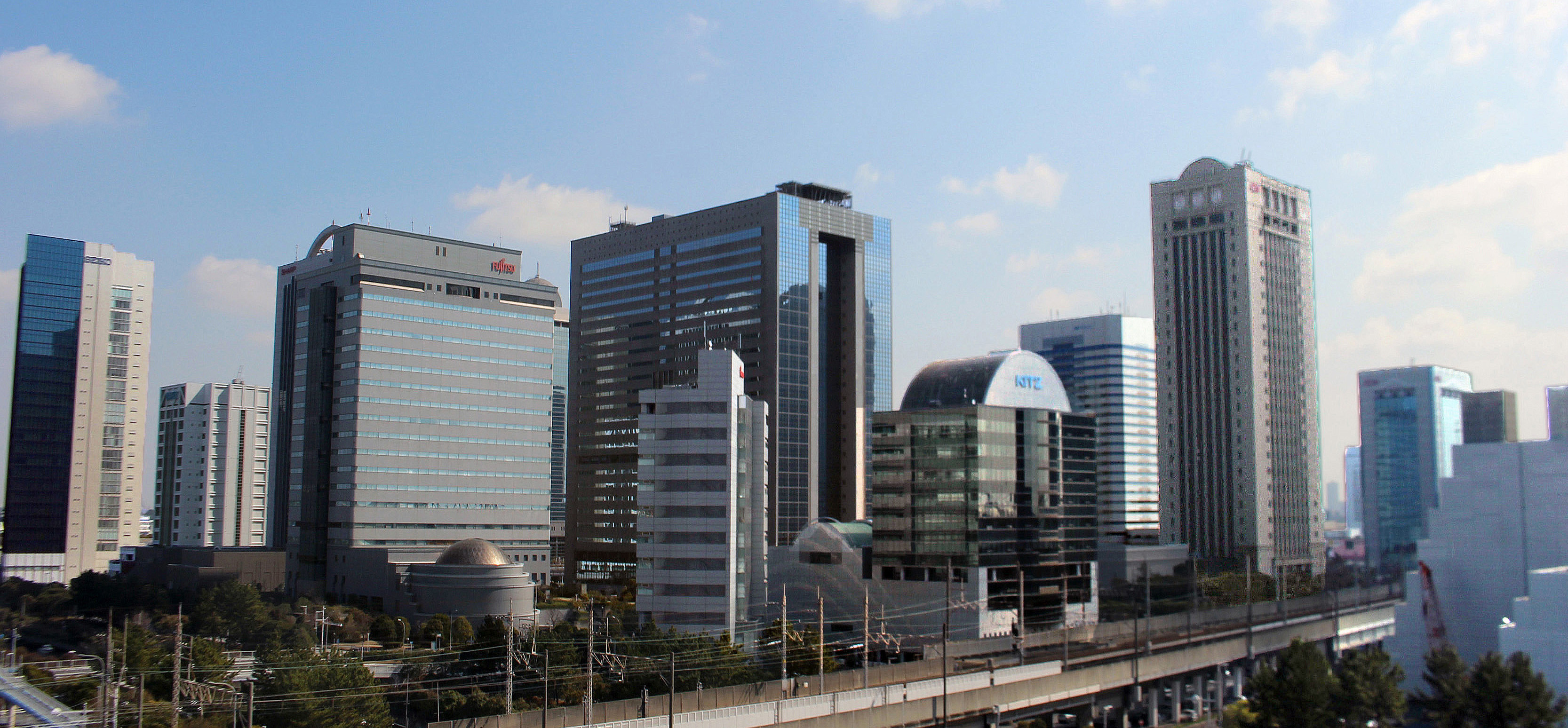
幕張新都心の超高層ビル群

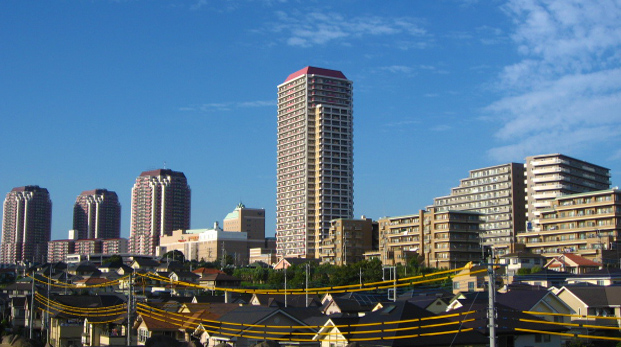
ユーカリが丘の超高層マンション群

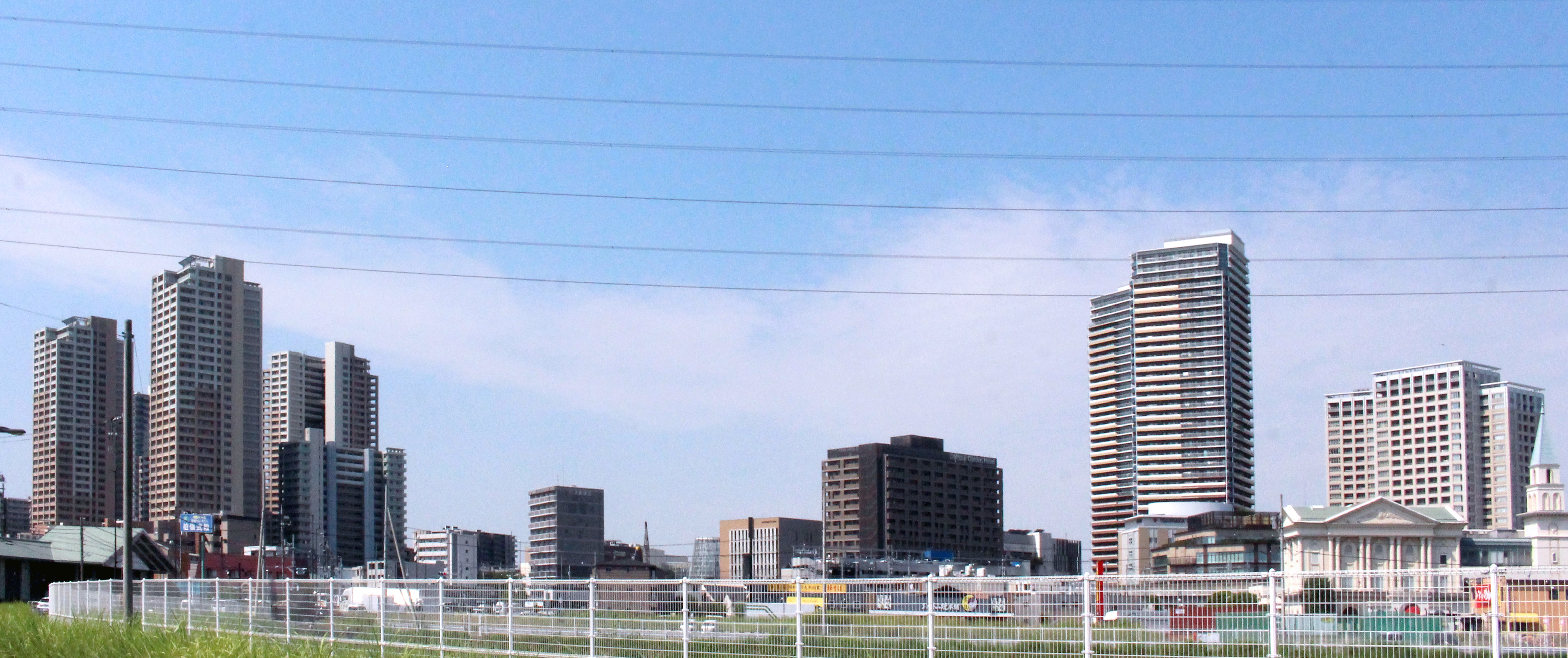
柏の葉の超高層マンション群

千葉県の超高層建築物の一覧（ちばけんのちょうこうそうけんちくぶつのいちらん）は、日本の千葉県にある高さ100メートル以上（日本の法令上は高さ60メートル以上（建築基準法第20条第1号に基づく）だが、例が多くなるため閾値を上げている）の超高層建築物の一覧である。

## 概説
千葉県で最も高い構造物は、香取市にある佐原テレビ中継局（高さ238.5メートル）の自立式鉄塔（lattice tower）である。
最も高い超高層建築物は、千葉市にあるアパホテル&リゾート 東京ベイ幕張セントラルタワー（高さ180.82メートル、50階建て）であり、ホテル単体としては日本最高層である。
最も高い超高層マンションは、千葉市にある幕張ベイパークスカイグランドタワー（高さ172.4メートル、48階建て）である。
千葉県の超高層建築物は、都道府県庁所在地である千葉市（政令指定都市）、船橋市・柏市（中核市）、市川市、浦安市など千葉県北西部の人口集中地区や、佐倉市のユーカリが丘、八千代市の八千代緑が丘、印西市を中心とした千葉ニュータウンなど、ニュータウン周辺に多く建設されている。特に千葉市の幕張新都心には、1990年（平成2年）竣工の幕張テクノガーデン（MTG）、1991年（平成3年）竣工のワールドビジネスガーデン（WBG）を皮切りにオフィスやホテル用途の超高層ビルが建築され、スカイラインを形成した。

## 一覧
凡例：= 同じ高さのため同順位のビル
- 建築物一覧には、竣工の建築物、未完成の建築物（建設中、計画中）の区別をしてリストアップして下さい。
- 高さの比較のため鉄塔や煙突などの自立式構築物も掲載するが、高さの順位からは除く[注 1][注 2]。

|     | 名称                                                         | 画像 | 高さ     | 階数 | 竣工年 | 所在地   | 出典          |
| --- | ------------------------------------------------------------ | ---- | -------- | ---- | ------ | -------- | ------------- |
| –   | 佐原テレビ中継局                                             |      | 238.5m   |      | 1995年 | 香取市   | [ 4 ]         |
| –   | JFEスチール東日本製鉄所（煙突の高さ）                        |      | 200m     |      | 1991年 | 千葉市   |               |
| –   | 袖ケ浦火力発電所（煙突の高さ）                               |      | 200m     |      |        | 袖ケ浦市 | [ 5 ]         |
| –   | 姉崎火力発電所（煙突の高さ）                                 |      | 200m     |      |        | 市原市   | [ 5 ]         |
| –   | 五井火力発電所（煙突の高さ）                                 |      | 184m     |      |        | 市原市   | [ 5 ]         |
| 1   | アパホテル&リゾート 東京ベイ幕張 セントラルタワー            |      | 180.82m  | 50階 | 1993年 | 千葉市   | [ 6 ]         |
| –   | 船橋三山送信所                                               |      | 180.0m   |      | 1995年 | 船橋市   | [ 7 ]         |
| 2   | 幕張ベイパーク スカイグランドタワー                          |      | 172.4m   | 48階 | 2020年 | 千葉市   |               |
| 3   | I-linkタウンいちかわ ザ・タワーズウエスト プレミアレジデンス |      | 160.0m   | 45階 | 2009年 | 市川市   | [ 8 ]         |
| 4=  | ワールドビジネスガーデン マリブイースト                      |      | 157.5m   | 35階 | 1991年 | 千葉市   | [ 9 ]         |
| 4=  | ワールドビジネスガーデン マリブウエスト                      |      | 157.5m   | 35階 | 1991年 | 千葉市   | [ 10 ]        |
| 6   | 幕張ベイパーク ミッドスクエアタワー                          |      | 155.35m  | 43階 | 2024年 | 千葉市   | [ 11 ]        |
| –   | 日本オーチス・エレベータ 芝山テストタワー                    |      | 154.2m   | 39階 | 1998年 | 芝山町   | [ 12 ]        |
| 7   | 津田沼ザ・タワー                                             |      | 152.1m   | 44階 | 2020年 | 習志野市 | [ 13 ]        |
| 8   | 千葉セントラルタワー                                         |      | 151.5m   | 43階 | 2009年 | 千葉市   | [ 14 ]        |
| –   | 富津火力発電所（煙突の高さ）                                 |      | 150m     |      |        | 富津市   | [ 5 ]         |
| 9   | グランドターミナルタワー本八幡                               |      | 144.2m   | 40階 | 2013年 | 市川市   | [ 15 ]        |
| 10  | 住友ケミカルエンジニアリングセンタービル                     |      | 139.7m   | 26階 | 1993年 | 千葉市   | [ 16 ]        |
| –   | 千葉ポートタワー                                             |      | 137.25m  | 4階  | 1986年 | 千葉市   |               |
| 11  | 幕張ベイパーク クロスタワー                                  |      | 132.89m  | 37階 | 2018年 | 千葉市   | [ 17 ]        |
| 12  | パークハウスプレシアタワー                                   |      | 131.98m  | 38階 | 2009年 | 船橋市   | [ 18 ]        |
| 13= | パークシティ柏の葉キャンパス ザ・ゲートタワーイースト        |      | 129.0m   | 36階 | 2018年 | 柏市     | [ 19 ]        |
| 13= | パークシティ柏の葉キャンパス ザ・ゲートタワーウエスト        |      | 129.0m   | 36階 | 2016年 | 柏市     | [ 19 ]        |
| 15  | I-linkタウンいちかわ ザ・タワーズイースト                    |      | 128.78m  | 37階 | 2008年 | 市川市   | [ 20 ]        |
| 16  | プラウドタワー稲毛                                           |      | 125.3m   | 37階 | 2009年 | 千葉市   | [ 21 ]        |
| 17  | エム・ベイポイント幕張                                       |      | 123.46m  | 26階 | 1993年 | 千葉市   | [ 22 ]        |
| –   | 下総光テレビ中継放送局                                       |      | 122.5m   |      | 1995年 | 横芝光町 | [ 23 ]        |
| 18  | 千葉ポートサイドタワー                                       |      | 122.0m   | 29階 | 1993年 | 千葉市   | [ 24 ]        |
| 19  | ガレリア・サーラ                                             |      | 119.1m   | 34階 | 2009年 | 市川市   | [ 25 ]        |
| 20  | スカイプラザステーションタワー                               |      | 117.95m  | 31階 | 2003年 | 佐倉市   | [ 26 ]        |
| 21= | エアレジデンス新浦安 タワーウエスト                          |      | 117.0m   | 32階 | 2003年 | 浦安市   | [ 27 ]        |
| 21= | エアレジデンス新浦安 タワーイースト                          |      | 117.0m   | 32階 | 2003年 | 浦安市   | [ 27 ]        |
| 23  | セイコーインスツル 幕張本社ビル                              |      | 116.2m   | 26階 | 1993年 | 千葉市   | [ 28 ]        |
| 24  | キヤノンマーケティングジャパン 幕張ビル                      |      | 115.0m   | 26階 | 1994年 | 千葉市   | [ 29 ] [ 30 ] |
| 25  | パークシティ柏の葉キャンパス 一番街A棟                       |      | 114.5m   | 35階 | 2008年 | 柏市     | [ 19 ]        |
| 26  | スカイプラザミライアタワー                                   |      | 114.0m   | 31階 | 2013年 | 佐倉市   | [ 31 ]        |
| 27  | イオンタワー                                                 |      | 112.55m  | 26階 | 1994年 | 千葉市   | [ 32 ]        |
| 28  | パークシティ柏の葉キャンパス 一番街C棟                       |      | 111.3m   | 34階 | 2008年 | 柏市     | [ 19 ]        |
| 29  | セントラルパークイースト幕張パークタワー                     |      | 110.34m  | 33階 | 2003年 | 千葉市   | [ 33 ]        |
| 30= | セントラルパークウエストシータワー                           |      | 108.0m   | 32階 | 2001年 | 千葉市   | [ 33 ]        |
| 30= | ホテル・ザ・マンハッタン                                     |      | 108.0m   | 21階 | 1991年 | 千葉市   |               |
| 32  | プラウドタワー船橋                                           |      | 107.55 m | 31階 | 2005年 | 船橋市   | [ 34 ]        |
| 33  | エクセレント ザ タワー                                       |      | 107.34 m | 31階 | 2023年 | 千葉市   | [ 35 ]        |
| 34  | センシティタワー                                             |      | 106.65m  | 27階 | 1993年 | 千葉市   |               |
| 35= | 幕張テクノガーデン B棟                                       |      | 106.0m   | 24階 | 1990年 | 千葉市   |               |
| 35= | 幕張テクノガーデン D棟                                       |      | 106.0m   | 24階 | 1990年 | 千葉市   |               |
| 37  | パークウェルステイト幕張ベイパーク                           |      | 105.6m   | 28階 | 2024年 | 千葉市   | [ 36 ]        |
| 38  | 鴨川グランドタワー                                           |      | 105.0m   | 33階 | 1992年 | 鴨川市   |               |
| 39  | パークシティ柏の葉キャンパス 一番街E棟                       |      | 104.9m   | 32階 | 2009年 | 柏市     | [ 37 ]        |
| 40  | ザ幕張ベイフロントタワー                                     |      | 104.68m  | 31階 | 2015年 | 千葉市   | [ 38 ]        |
| 41  | パークシティ柏の葉キャンパス サウスマークタワー              |      | 104.66m  | 29階 | 2021年 | 柏市     | [ 39 ]        |
| 42  | パークタワー八千代緑が丘                                     |      | 101.3m   | 31階 | 2012年 | 八千代市 | [ 40 ]        |
| 43= | スカイプラザユーカリが丘 イーストタワー                      |      | 101.0m   | 31階 | 1992年 | 佐倉市   |               |
| 43= | スカイプラザユーカリが丘 ウエストタワー                      |      | 101.0m   | 31階 | 1991年 | 佐倉市   |               |
| 43= | シャープ 幕張ビル                                            |      | 101.0m   | 22階 | 1992年 | 千葉市   | [ 41 ]        |
| 46  | 三井住友海上 千葉ニュータウンセンター                        |      | 100.0m   | 20階 | 1994年 | 印西市   | [ 42 ]        |

## 現存しない超高層建築物・構築物の一覧
|  | 名称                           | 高さ | 階数 | 竣工年   | 解体年   | 所在地 | 出典   |
|  | ------------------------------ | ---- | ---- | -------- | -------- | ------ | ------ |
|  | 海軍無線電信所船橋送信所主塔   | 200m | -    | 1915年   | 1941年頃 | 船橋市 | [ 43 ] |
|  | 海軍無線電信所船橋送信所無線塔 | 182m | -    | 1941年頃 | 1971年   | 船橋市 | [ 43 ] |

## 建設中・計画中
以下は千葉県で建設中もしくは計画中の高さ100メートル以上の建築物と構築物の一覧である。
- 千葉市[44][45]
  - 幕張新都心若葉住宅地区計画 B-4街区（幕張ベイパーク ライズゲートタワー）、地上38階、高さ141.6m
  - 幕張新都心若葉住宅地区計画 B-6街区、地上37階
- 船橋市
  - 船橋都市計画本町1丁目特定街区（西武船橋店本館跡地開発）、地上51階、高さ193m
- 柏市
  - 柏の葉キャンパス149街区計画、地上44階、高さ161.1m
- 市川市
  - 本八幡駅北口駅前地区第一種市街地再開発事業 南棟、地上44階、高さ160m
  - リーフシティ市川 ザ・タワー、地上29階、高さ104.15m[46]
- 習志野市
  - 津田沼駅南口地区第一種市街地再開発事業 住宅棟、地下2階地上52階、高さ187m（最高高さ198.5m）[47][48]
- 成田市
  - 成田国際空港新管制塔、高さ約120m[49]